# Gouvernement Djerad III
Pour les articles homonymes, voir Gouvernement Djerad.
République algérienne démocratique et populaire
Djerad II Benabderrahmane/Larbaoui
Le gouvernement Djerad III est le gouvernement algérien en place du 21 février au 7 juillet 2021. Formé après la dissolution de l'Assemblée populaire nationale, il reste en place jusqu'aux élections législatives algériennes de 2021.

## Composition
Le 21 février 2021, après avoir dissout l'Assemblée populaire nationale, le président de la République Abdelmadjid Tebboune reconduit le Premier ministre Abdelaziz Djerad et la plupart des ministres sortants :
Les nouveaux ministres sont indiqués en gras, ceux ayant changé d'attributions en italique.
- Premier ministre : Abdelaziz Djerad
- Ministre de la Défense nationale : Abdelmadjid Tebboune
- Ministre des Affaires étrangères : Sabri Boukadoum
- Ministre de l'Intérieur, des Collectivités locales et de l'Aménagement du territoire : Kamel Beldjoud
- Ministre de la Justice, garde des Sceaux : Belkacem Zeghmati
- Ministre des Finances : Aïmene Benabderrahmane
- Ministre des l'Énergie et des Mines : Mohamed Arkab
- Ministre de la Transition énergétique et des Énergies renouvelables : Chems Eddine Chitour
- Ministre des Moudjahidine et des Ayants droit : Tayeb Zitouni
- Ministre des Affaires religieuses et des Wakfs : Youcef Belmehdi
- Ministre de l'Éducation nationale : Mohamed Oujaout
- Ministre de l'Enseignement supérieur et de la Recherche scientifique : Abdelbaqi Benziane
- Ministre de la Formation et de l’Enseignement professionnels : Hoyem Benfreha
- Ministre de la Culture et des Arts : Malika Bendouda
- Ministre de la Jeunesse et des Sports : Sid Ali Khaldi
- Ministre de la Numérisation et des Statistiques :  Hocine Cherhabil
- Ministre de la Poste et des Télécommunications : 
  - Brahim Boumzar (jusqu'au 27/04/2021)
  - Sid Ahmed Ferroukhi (intérim)[2]
- Ministre de la Solidarité nationale, de la Famille et de la Condition de la femme : Kaouthar Krikou
- Ministre de l'Industrie : Mohamed Bacha
- Ministre de l'Agriculture et du Développement rural : Abdelhamid Hamdani
- Ministre de l'Habitat, de l’Urbanisme et de la Ville : Tarek Belarbi
- Ministre du Commerce : Kamel Rezig
- Ministre de la Communication, porte-parole du gouvernement : Ammar Belhimer
- Ministre des Travaux publics et Transports : Kamel Nasri
- Ministre des Ressources en eau : Mustapha Kamel Mihoubi
- Ministre du Tourisme, de l’Artisanat et du Travail familial : Mohamed Ali Boughazi
- Ministre de la Santé, de la Population et de la Réforme hospitalière : Abderrahmane Benbouzid
- Ministre du Travail, de l'Emploi et de la Sécurité sociale : El Hachemi Djaâboub
- Ministre des Relations avec le Parlement : Basma Azouar
- Ministre de l’Environnement : Dalila Boudjemaâ
- Ministre de la Pêche et des Productions halieutiques : Sid Ahmed Ferroukhi
- Ministre de l'Industrie pharmaceutique : Lotfi Benbahmad

- Ministres délégués :
  - Ministre délégué chargé des Micro-entreprises : Nassim Dhiafat
  - Ministre délégué chargé de l’Économie de la connaissance et des Starts-up : Yacine Oualid

- Secrétaires d'État :
  - Secrétaire d'État chargé de la Réforme hospitalière : Ismail Mesbah
  - Secrétaire d'État chargée du Sport d'élite : Salima Souakri

## Trombinoscope

### Premier ministre
| Image | Fonction         | Nom              | Parti       |
| ----- | ---------------- | ---------------- | ----------- |
|       | Premier ministre | Abdelaziz Djerad | Indépendant |

### Ministres
| Image | Fonction                                                                                    | Nom                    | Parti       |
| ----- | ------------------------------------------------------------------------------------------- | ---------------------- | ----------- |
|       | Ministre de la Défense nationale                                                            | Abdelmadjid Tebboune   | FLN         |
|       | Ministre des Affaires étrangères                                                            | Sabri Boukadoum        |             |
|       | Ministre de l'Intérieur, des Collectivités locales et de l'Aménagement du territoire        | Kamel Beldjoud         |             |
|       | Ministre de la Justice, garde des Sceaux                                                    | Belkacem Zeghmati      |             |
|       | Ministre des Finances                                                                       | Aymen Benabderrahmane  |             |
|       | Ministre de l'Énergie et des Mines                                                          | Mohamed Arkab          |             |
|       | Ministre de la Transition énergétique et des Énergies renouvelables                         | Chems Eddine Chitour   |             |
|       | Ministre des Moudjahidine                                                                   | Tayeb Zitouni          | RND         |
|       | Ministre des Affaires religieuses et des Wakfs                                              | Youcef Belmehdi        |             |
|       | Ministre de l'Éducation nationale                                                           | Mohamed Oujaout        |             |
|       | Ministre de l'Enseignement supérieur et de la Recherche scientifique                        | Abdelbaqi Benziane     |             |
|       | Ministre de la Formation et de l’Enseignement professionnels                                | Hoyam Benfriha         |             |
|       | Ministre de la Culture                                                                      | Malika Bendouda        |             |
|       | Ministre de la Numérisation et des Statistiques                                             | Hocine Cherhabil       |             |
|       | Ministre de la Jeunesse et des Sports                                                       | Sid Ali Khaldi         |             |
|       | Ministre de la Solidarité nationale, de la Famille et de la Condition de la femme           | Kaouthar Krikou        |             |
|       | Ministre de l'Industrie                                                                     | Mohamed Bacha          |             |
|       | Ministre de l'Agriculture                                                                   | Abdelhamid Hamdane     |             |
|       | Ministre de l'Habitat, de l’Urbanisme et de la Ville                                        | Tarek Belarbi          |             |
|       | Ministre du Commerce                                                                        | Kamel Rezig            |             |
|       | Ministre de la Communication et porte-parole du gouvernement                                | Ammar Belhimer         |             |
|       | Ministre des Travaux publics et des Transports                                              | Kamel Nasri            |             |
|       | Ministre des Ressources en eaux                                                             | Mustapha Kamel Mihoubi |             |
|       | Ministre du Tourisme et de l’Artisanat                                                      | Mohamed Ali Boughazi   |             |
|       | Ministre de la Santé, de la Population et de la Réforme hospitalière                        | Abderrahmane Benbouzid |             |
|       | Ministre du Travail, de l’Emploi et de la Sécurité sociale                                  | El Hachemi Djaâboub    | MSP         |
|       | Ministre des Relations avec le Parlement                                                    | Bessma Azouar          | FM          |
|       | Ministre des Ressources en Eau et de l'Environnement                                        | Dalila Boudjemaâ       |             |
|       | Ministre de la Pêche Ministre de la Poste, des Télécommunications et du Numérique (intérim) | Sid Ahmed Ferroukhi    | Indépendant |
|       | Ministre de l'Industrie pharmaceutique                                                      | Lotfi Benbahmad        |             |

### Ministres délégués
| Image | Fonction                                                                  | Nom           | Parti       |
| ----- | ------------------------------------------------------------------------- | ------------- | ----------- |
|       | Ministre délégué chargé des Micro-entreprises                             | Nassim Diafat | Indépendant |
|       | Ministre délégué chargé de l’Économie de la connaissance et des Starts-up | Yacine Oualid | Indépendant |

### Secrétaires d’État
| Image | Fonction                                            | Nom            | Parti        |
| ----- | --------------------------------------------------- | -------------- | ------------ |
|       | Secrétaire d'État chargé de la Réforme hospitalière | Ismail Mesbah  | Indépendant  |
|       | Secrétaire d'État chargée du Sport d'élite          | Salima Souakri | Indépendante |